# Evan Dunfee
Evan Dunfee (født 28. september 1990) er en canadisk atlet , der konkurrerer i kapgang. 
Han repræsenterede sit land under verdensmesterskaberne i atletik 2015 i Beijing, hvor han blev nummer 13 i 20 kilometer-løbet.
Han repræsenterede Canada ved sommer-OL 2020 i Tokyo, hvor han tog bronze i 50 kilometer-løbet.